# Formuladeildin 2014
La Formuladeildin 2014 (detta anche Effodeildin per motivi di sponsorizzazione) è la 72ª edizione del campionato faroese di calcio. La stagione è iniziata il 15 marzo ed è terminata il 26 ottobre 2014.

## Formula
Le 10 squadre partecipanti si affrontano tre volte, per un totale di 27 giornate.

La squadra campione delle Isole Fær Øer ha il diritto a partecipare alla UEFA Champions League 2015-2016 partendo dal primo turno preliminare.

La vincitrice della Coppa nazionale è ammessa alla UEFA Europa League 2015-2016 partendo dal primo turno preliminare.

Le squadre classificate al secondo e terzo posto sono ammesse alla UEFA Europa League 2015-2016 partendo dal primo turno preliminare.

Le ultime due classificate retrocedono direttamente in 1. deild.

## Squadre partecipanti
Le retrocesse 07 Vestur e TB Bóltfelag vengono rimpiazzate da Skála ÍF e B68 Toftir.
| Club            | Città        | Stadio                   | Posizione 2013       |
| --------------- | ------------ | ------------------------ | -------------------- |
| AB Argir        | Argir        | Blue Water Arena (Argir) | 7º posto             |
| B36 Tórshavn    | Tórshavn     | Stadio Gundadalur        | 3º posto             |
| EB/Streymur     | Streymnes    | Við Margáir              | 5º posto             |
| HB Tórshavn     | Tórshavn     | Stadio Gundadalur        | Campione             |
| ÍF Fuglafjørður | Fuglafjørður | Fløtugerði               | 2º posto             |
| KÍ Klaksvík     | Klaksvík     | Djúpumýra                | 8º posto             |
| NSÍ Runavík     | Runavík      | Stadio Runavík           | 4º posto             |
| Skála ÍF        | Runavík      | Stadio Skála             | 2º posto in 1. deild |
| B68 Toftir      | Toftir       | Svangaskard              | 1º posto in 1. deild |
| Víkingur Gøta   | Norðragøta   | Stadio Serpugerði        | 6º posto             |

## Classifica
|                    | Pos. | Squadra         | Pt | G  | V  | N  | P  | GF | GS | DR  |
| ------------------ | ---- | --------------- | -- | -- | -- | -- | -- | -- | -- | --- |
| Fær Øer (bandiera) | 1.   | B36 Tórshavn    | 61 | 27 | 19 | 4  | 4  | 53 | 25 | +28 |
|                    | 2.   | HB Tórshavn     | 60 | 27 | 18 | 6  | 3  | 59 | 20 | +39 |
|                    | 3.   | Víkingur Gøta   | 49 | 27 | 13 | 10 | 4  | 60 | 30 | +30 |
|                    | 4.   | NSÍ Runavík     | 40 | 27 | 12 | 4  | 11 | 53 | 42 | +11 |
|                    | 5.   | EB/Streymur     | 40 | 27 | 11 | 7  | 9  | 41 | 33 | +8  |
|                    | 6.   | KÍ Klaksvík     | 36 | 27 | 10 | 6  | 11 | 41 | 38 | +3  |
|                    | 7.   | ÍF Fuglafjørður | 28 | 27 | 7  | 7  | 13 | 36 | 52 | -16 |
|                    | 8.   | AB Argir        | 25 | 27 | 6  | 7  | 14 | 30 | 61 | -31 |
|                    | 9.   | Skála ÍF        | 17 | 27 | 3  | 8  | 16 | 19 | 54 | -35 |
|                    | 10.  | B68 Toftir      | 17 | 27 | 4  | 5  | 18 | 23 | 60 | -37 |

Legenda:

      Campione delle Isole Fær Øer e ammessa alla UEFA Champions League 2015-2016

      Ammesse alla UEFA Europa League 2015-2016.

      Retrocesse in 1. deild 2015

## Risultati
|                 | AB      | B36     | B68     | EBS     | HB      | Fug     | KÍ      | NSÍ     | Ska     | Vík     |
| --------------- | ------- | ------- | ------- | ------- | ------- | ------- | ------- | ------- | ------- | ------- |
| Ab Argir        | ––––    | 1–2 0-3 | 3–2     | 2–2 0-0 | 0–3 1-3 | 2–0     | 1–1     | 0–7     | 1–1 1-2 | 0–3     |
| B36 Tórshavn    | 1-1     | ––––-   | 3–0     | 3–1 1-0 | 1–1 1-2 | 1–0     | 2–1 0-1 | 1–0     | 2–0 2-0 | 2–2 0-2 |
| B68 Toftir      | 3–2 1-2 | 2–4 1-3 | ––––-   | 1–1 0-3 | 0–4     | 1–1     | 5–3 1-0 | 0–2     | 0–0     | 1–3     |
| EB/Streymur     | 5–0     | 1–0     | 3–0     | ––––-   | 1–1 0-3 | 1–2     | 3–1 2-0 | 0–0 0-2 | 3–0 3-1 | 2–3 1-3 |
| HB Tórshavn     | 1–2     | 2–2     | 6–0 3-0 | 1–2     | ––––-   | 3–1 2-0 | 2–0     | 4–1 3-0 | 2–0 2-0 | 2–2 2-1 |
| ÍF Fuglafjørður | 1–4 3-0 | 2–5 1-2 | 3–0 1-2 | 3–0 0-2 | 2–2     | ––––-   | 1–3 1-1 | 2–1     | 1–0     | 2–2     |
| KÍ Klaksvík     | 4–1 5-1 | 1–3     | 0–0     | 3–1     | 1–2 1-0 | 4–0     | ––––-   | 2–2     | 1–0 3-0 | 1–0 2-4 |
| NSÍ Runavík     | 3–0 3-1 | 0–1 2-3 | 1–0 3-1 | 1–2     | 1–2     | 2–2 4-2 | 1–1 2-0 | ––––-   | 6–1     | 0–2     |
| Skala ÍF        | 0–0     | 0–3     | 1–0 1-1 | 1–1     | 0–1     | 2–2 0-2 | 2–0     | 1–5 2-3 | ––––-   | 1–1 3-3 |
| Víkingur Gøta   | 0–2 2-2 | 1–2     | 1–0 3-1 | 1–1     | 0–0     | 1–1 5-0 | 1–1     | 3–0 6-1 | 5–0     | ––––-   |

## Verdetti
- Campione delle Isole Fær Øer:  B36 Tórshavn
- In UEFA Champions League 2015-2016:  B36 Tórshavn
- In UEFA Europa League 2015-2016:  HB Tórshavn,  Víkingur Gøta e  NSÍ Runavík
- Retrocesse in 1. deild 2015:  Skála ÍF e  B68 Toftir